# Vilde Frang
Vilde Frang Bjærke (Oslo, 1986. augusztus 19. –) norvég hegedűművész.

## Élete, munkássága
Vilde Frang zenész családba született Oslóban, apja és nővére egyaránt nagybőgős volt. Négyéves korában kezdett hegedülni, a Suzuki-módszer szerint. 1993 és 2002 között az oslói Barratt Due Zenei Intézetben Stephan Barratt-Due, Alf Richard Kraggerud és Henning Kraggerud volt a tanára. Szólistaként tízéves korában debütált a Norvég Rádió Zenekarával. 1998-ban bemutatták Anne-Sophie Mutternek, aki a mentora lett, és később megkapta az Anne-Sophie Mutter Alapítvány ösztöndíját. 1999-ben a Mariss Jansons irányította Oslói Filharmonikus Zenekarral játszott szólistaként. „Csodálatos fiatal zenész, és az előadás is emlékezetes volt” – mondta Jansons. 2003 és 2009 között Németországban folytatta tanulmányait, a hamburgi  Hochschule für Musik und Theatre-ben Kolja Blacher, a Kronberg Akadémián Ana Chumachenco volt a tanára. 2007-ben elnyerte a Borletti-Buitoni Trust ösztöndíjat. Londonban Ucsida Micukotól is órákat vett.
2007-ben fellépett a Londoni Filharmonikus Zenekarral Eastbourne-ben, a következő évadban pedig Londonban, a Royal Festival Hallban, Vladimir Jurowski vezényletével. 2008-ban Anne-Sophie Mutterrel turnézott Amerikában, melynek során a New York-i Carnegie Hallban és a Kennedy Centerben, Washingtonban is játszottak. Ebben az évben leszerződött az EMI Classicshoz (ma Warner Classics). Debütáló albuma, amin Sibelius és Prokofjev hegedűversenyeket játszott, 2009-ben jelent meg, és a kritikusoktól és a közönségtől egyaránt elismerést kapott, és az EMI Classics 2010-es év fiatal művészének választották. Felvételei számos díjat kaptak, köztük az Edison Klassiek-díjat, a Deutsche Schallplattenpreist, a Diapason d’Ort és a Gramophone-díjat.
Vilde Frang mélységes zeneisége, rendkívüli és egyedi művészisége révén elismerten a vezető fiatal művészek egyike lett. 2012-ben elnyerte a Credit Suisse Fiatal művészek díját. Az ebben az évben rendezett luzerni fesztiválon a Bajor Rádió Szimfonikus Zenekarával játszotta Bartók Béla 1. hegedűversenyét. Frang imádja ezt a darabot és Bartókot. „Bartók ezt a koncertet annak a lánynak dedikálta, akibe annyira beleszeretett, Geyer Stefinek, és szerintem valóban „őt és őt” ábrázolja. … Számomra ő a 20. század legtisztább zeneszerzője. Olyan közel van Bachhoz: nem kell semmit hozzáfűznie, mert nem szükséges” – nyilatkozta.
Az ezt követő időszakban a világ vezető zenekaraival és karmestereivel lépett fel. 2016-ban az Európa Koncert keretében a Berlini Filharmonikus Zenekarral, Simon Rattle vezénylésével, a 2017–2018-as szezonban a Baden Badeni Húsvéti Fesztiválon játszott, a Berlini Filharmonikus Zenekart Fischer Iván vezényelte. Fellépett még – többek között – a San Franciscó-i és a Pittsburghi Szimfonikus Zenekarral, a Los Angelesi és a Bambergi Szimfonikusokkal, a Müncheni Filharmonikusokkal, a Lipcsei Gewandhaus Zenekarral, az Orchester de Paris-val és a Frankfurti Rádió Szimfonikus Zenekarával, a berlini Deutsche Symphonie Orchesterrel, a Philharmonique de Luxembourggal és a Budapesti Fesztiválzenekarral. Rendszeresen szerepel különböző fesztiválokon, például Salzburgban, Verbierben, Luzernben, a BBC Promson, a Rheingauban, a Mecklenburg-Vorpommernben, a Lockenhausban, a Prágai Tavaszi Zenei Fesztiválon és a bukaresti George Enescu Fesztiválon. Aktív kamarazenész is, partnerei között szerepel például Martha Argerich, Ucsida Micuko, Gidon Kremer és Kelemen Barnabás. A 2020–2021-es évad tervei között szerepelt a Chicago Szimfonikus Zenekarral és az Izraeli Filharmonikus Zenekarral való fellépés, egy turné Svájcban a Les Sièclesszel François-Xavier Roth vezetésével, a firenzei Orchestra del Maggio Musicaléval Zubin Mehta vezetésével, fellépés a Budapesti Fesztiválzenekarral és Fischer Ivánnal, a Müncheni Filharmóniával Fabio Luisi vezetésével, a Drezdai Staatskapellével Herbert Blomstedt vezetésével és az Európa Kamarazenekarral Simon Rattle vezetésével.
Egy 1866-os Jean-Baptiste Vuillaume hegedűn játszik, amelyet az Anne-Sophie Mutter Freundeskreis Stiftung kölcsönöz számára.

## Díjai, elismerései
Válogatás:
- Leonie Sonnings Zenei Alapítvány (2003)
- A Ritter Alapítvány díja (2007)
- A Borletti-Buitoni Trust Alapítvány támogatása (2007)
- Prins Eugen Kulturális Díj (2007)
- Norvég Szólista Díj (2008)
- A Statoil tehetséggondozás díja (1 millió norvég korona) (2010)
- ECHO Klassik, a legjobb fiatal hegedűművésznek (2011)
- WEMAG Szólista Díj (2011)
- Crédit Suisse fiatal művész díj (2012)
- ECHO Klassik, az év koncertfelvétele  (2013)
- ECHO Klassik, az év koncertfelvétele  (2015)
- ECHO Klassik, az év koncertfelvétele (2016)
- Gramophone klasszikus zenei díj (2016)

## Felvételei
Válogatás az AllMusic és a Discogs listája alapján.
| Megjelenés | Tartalom                                                                 | Közreműködők | Kiadó                        |
| ---------- | ------------------------------------------------------------------------ | --- | ---------------------------- |
| 2009       | Sibelius: Violin Concerto; Humoresques; Prokofjev: Violin Concerto No. 1 | WDR Sinfonieorchester Köln, Thomas Søndergård                                                                    | EMI Music/Warner Classics    |
| 2010       | Chopin: Cello Sonata, Pioano Trio, Grand Duo                             | Andreas Brantelid, Marianna Shirinyan                                                                            | EMI Classics                 |
| 2011       | Bartók, Grieg, Strauss: Violin Sonatas                                   | Mihail Lific | EMI Classics/Warner Classics |
| 2012       | Nielsen, Csajkovszkij: Violin Concertos                                  | Danish Radio Symphony Orchestra, Eivind Gullberg Jensen                                                          | EMI Classics/Warner Classics |
| 2015       | Mozart: Violin Concertos 1 & 5; Sinfonia Concertante                     | Makszim Riszanov, Arcangelo, Jonathan Cohen                                                                      | Warner Classics              |
| 2016       | Britten, Korngold: Violin Concertos                                      | Frankfurt Radio Symphony, James Gaffigan                                                                         | Warner Classics              |
| 2016       | Europakonzert 16 (Video)                                                 | Berliner Philharmoniker, Simon Rattle                                                                            | EuroArts                     |
| 2017       | Homage (több szerző darabjai)                                            | José Gallardo | Warner Classics              |
| 2018       | Bartók: Violin Concerto No. 1; Enescu: Octet                             | Orchestre Philharmonique de Radio France, Mikko Franck; Erik Schumann, Gabriel de Magadure, Rosanne Philippens … | Warner Classics              |
| 2019       | Veress: String Trio; Bartók: Piano Quintet                               | Kelemen Barnabás, Kokas Katalin, Lawrence Power, Nicolas Altstaedt, Alexander Lonquich                           | Alpha                        |
| 2019       | Paganini, Schubert: Works for Violin & Piano                             | Mihail Lific | Warner Classics              |

## Fordítás
- Ez a szócikk részben vagy egészben  a   Vilde Frang című angol Wikipédia-szócikk ezen változatának fordításán alapul.  Az eredeti cikk szerkesztőit annak laptörténete sorolja fel. Ez a jelzés csupán a megfogalmazás eredetét és a szerzői jogokat jelzi, nem szolgál a cikkben szereplő információk forrásmegjelöléseként.